# 亚历山德拉·阿尔秋欣娜
亚历山德拉·瓦西里耶芙娜·阿尔秋欣娜（俄語：Александра Васильевна Артюхина；1889年10月25日（11月6日）—1969年4月7日），她是苏联共产党中央委员会书记处候补书记。

## 生平
1889年，出生于特维尔省上沃洛乔克的纺织家庭。
1910年，加入布尔什维克。
1922年，任女工和农民部副部长、部长。
1924年，为苏联共产党中央委员会候补委员、《女工》杂志主编。
1925年，为苏联共产党中央委员会委员。联共布中央妇女部部长。
1926年，任全联盟共产党（布尔什维克）中央组织局委员和苏联共产党中央委员会书记处候补书记。
1931年，任苏联共产党中央监察委员会成员。
1934年，任纺织工会中央委员会主席。
1938年，任莫斯科纺织厂厂长。
1951年，退休。
1969年，去世。